# Цюрихский камерный оркестр
Цюрихский камерный оркестр (нем. Zürcher Kammerorchester) — швейцарский камерный оркестр, базирующийся в Цюрихе.
Оркестр был создан в 1945 году, вскоре после окончания Второй мировой войны, дирижёром Эдмондом де Штуцем, возглавлявшим коллектив на протяжении более чем полувека. Особые отношения связывали оркестр с Иегуди Менухиным, избравшим его как основной коллектив учреждённого им в 1957 году музыкального фестиваля в Гштааде. Вместе с Менухиным оркестр под управлением де Штуца исполнил, в частности, 9 сентября 1973 года премьеру «Полиптиха» — последнего произведения Франка Мартена, написанного специально для этого состава исполнителей. Среди других исполнителей, выступавших и записывавшихся с Цюрихским камерным оркестром времён де Штуца, — Артуро Бенедетти Микеланджели, Клаудио Аррау, Вильгельм Бакхаус, Морис Андре, Петер Лукас Граф, Андре Гертлер, Клаус Тунеманн, Андре Жоне, Андре Лардро. Наряду с сочинениями Иоганна Себастьяна Баха, Гайдна, Моцарта, Тартини, Керубини, Карла Стамица оркестр записал, в частности, Реквием Франца фон Зуппе, 14-ю симфонию Шостаковича, альбом сочинений Рафаэле Д’Алессандро.
В настоящее время оркестр даёт около 40 концертов в год, регулярно участвует в Зальцбургском фестивале. В недавнем прошлом вместе с оркестром выступали такие солисты, как Джошуа Белл, Хилари Хан, Джеймс Голуэй, Хайнц Холлигер, Михаил  Плетнёв, Миша Майский, Фазыл Сай.

## Главные дирижёры
- Эдмонд де Штуц (1945—1996)
- Ховард Гриффитс (1996—2006)
- Тан Мухай (2006—2011)
- Роджер Норрингтон (с 2011 г.)